# Telmo Acevedo
Telmo Acevedo Ardila (f. Casanare, Boyacá, 11 de junio de 1956) fue un militar colombiano, que se desempeñó como Jefe Civil y Militar de Arauca, entre 1955 y 1956.

## Reseña biográfica
Se desconoce sus primeros años. Para cuando estalló el Bogotazo (9 de abril de 1948), Acevedo era oficial del Ejército Nacional. 
El 30 de abril de 1948, 21 días después de los disturbios que destruyeron gran parte del país, el Gobierno de Mariano Ospina Pérez destituyó el entonces director de la Policía Nacional de Colombia, Virgilio Barco Céspedes, y se licenció en su totalidad a la Policía. En su reemplazo, se impuso a la Policía Militar encargarse del patrullaje civil, asumiendo la dirección de esta nueva policía el general Régulo Gaitán. Como parte del proceso de militarización de la policía civil, se asignaron a militares las direcciones de las policías locales. Telmo Acevedo fue designado Comandante de la Policía del Valle del Cauca en abril de 1948.
Siendo comandante de la Policía del Valle del Cauca, el 22 de abril de 1949, la Casa Liberal en Cali fue objeto de un ataque por parte de "los pájaros", con la supuesta complicidad de la Fuerza Pública, hechos que dejaron por lo menos 17 muertos. Ese mismo día, Acevedo se encontraba haciendo retenes militares en Cali, cuando pasó el vehículo del vicecónsul de Estados Unidos en esa ciudad, Earl Michalka. Acevedo ordenó detener el vehículo y sacó a Michalka a la fuerza del carro; en medio de la maniobra le propinó un disparo en la pierna al diplomático. Cuando el extranjero le preguntó a Acevedo como se llamaba, este le respondió dándole un puñetazo que le tumbó varios dientes.
Ante esto, Michalka se quejó ante el embajador Willard L. Beaulac y ante el Comandante de la Brigada Militar en Valle del Cauca, Gustavo Rojas Pinilla, quien citó a Acevedo a pedirle excusas por el incidente. Acevedo se disculpó diciendo que su vehículo, del que solo había tres ejemplares en todo el país, era "idéntico" al que utilizaban a dos terroristas comunistas que se sospechaba estaban en Cali. Rojas aceptó sus explicaciones, no lo sancionó y dio disculpas protocolares al vicecónsul, dando por solucionado el incidente. En junio de 1950, ya como Comandante de la Policía de Atlántico, y en medio de una discusión política, le propinó un puño en el rostro a su compañero, el Coronel Fernando Echavarría, lo que le hizo a este último perder un ojo. Una vez más, Acevedo no resultó sancionado, ya que Echavarría habría insultado a los jefes de la Policía.
En 1951, Acevedo fue nombrado como Jefe de Personal de la Policía por el director general, Teniente Coronel del Ejército, Alberto Gómez Arenas. En ese puesto, el 16 de septiembre de 1951, mientras la Policía estaba acuartelada por ser el día de las Elecciones legislativas de Colombia de 1951, Acevedo fue sorprendidos haciendo una fiesta en las oficinas de la policía. Gómez se presentó a la celebración y la disolvió una vez vio que estaban los policías en alto estado de embriaguez en compañía de las secretarias. Tras esto, Acevedo renunció al cargo, no sin antes que Gómez en vez de sancionarlo le realizara una fiesta de despedida.
En junio de 1953, el recién posesionado presidente Gustavo Rojas Pinilla lo nombró Jefe del departamento de Investigación Criminal, y en diciembre del mismo año fue designado agregado militar en la Embajada en Panamá, con jurisdicción diplomáticas en otros seis países de Centroamérica. A su regreso al país fue nombrado Jefe Civil y Militar de Arauca, cargo que ocupó hasta su muerte en un accidente aéreo el 11 de junio de 1956.